# Pablo Ortiz Monasterio
Pablo Ortiz Monasterio (Ciudad de México, 1952) es un fotógrafo, escritor y editor  mexicano.  Se considera como uno de los artistas más representativos de la fotografía contemporánea mexicana.

## Biografía
Nació en Ciudad de México en 1952 y es el cuarto hijo del cirujano plástico Fernando Ortiz Monasterio y Leonor Prieto. En su juventud, sus padres viajaban frecuentemente y para contar sus experiencias a sus hijos empleaban transparencias. Pablo Ortiz señala que la posibilidad de contar experiencias utilizando las imágenes fue algo  que le dejó marcado para siempre. Con 16 años descubrió el trabajo de fotógrafo francés Bernard Plossu y eso fue lo que le decidió a ser fotógrafo. Estudió economía en la Universidad Nacional Autónoma de México
Tras su regreso a México en 1978 realizó reportajes sobre los indios Tarahumara y fue nombrado redactor jefe de los Archivos Etnográficos Audiovisuales. En 1981 editó un libro llamado "Los pueblos del viento" (1981). Entre 1983 y 1991 trabajó como editor de la colección Río de la luz del Fondo de Cultura Económica donde se publicaron más de 26 monografías fotográficas.
En 2010, Monasterio presentó un fotolibro llamado Montaña Blanca que comenzó a elaborar en 1992. En este proyecto,  empleó 13 años visitando las ciudades próximas a los volcanes Popocatépetl y Iztaccíhuatl para capturar cómo dos fenómenos geológicos tienen un impacto muy fuerte en cultura mexicana. El libro incluye los textos literarios escritos por Margo Glantz, Antonio Saborit y Alfonso Morales y  está dividido en lecturas diferentes. El primero trata sobre la leyenda mexicana sobre los orígenes de la raza de bronce término empleado por Amado Nervo, el segundo es una reflexión  sobre el género donde indaga en la cuestión del por qué estos volcanes están considerados masculino y femenino. El tercero es una representación popular e idealizada  del pasado prehispánico y, finalmente, una crónica sobre la mezcla de los géneros fotográficos. En 2012 publicó un libro titulado "A través de la máscara" junto a Vesta Mónica Herrerías que recoge más de 350 retratos realizados por fotógrafos mexicanos muy conocidos como Romualdo García, Agustín V. Casasola, Manuel Álvarez Bravo, Enrique Metinides o Graciela Iturbide. La reflexión sobre el retrato realiza una indagación sobre las facetas de la máscara y su metamorfosis.
En 2013, Monasterio fue uno de los veinte artistas seleccionados para fotografiar algunos de los principales sitios simbólicos de Rusia. Decidió trabajar en la Akadem Gorodok (Ciudad Académica), donde empleaba diez días en fotografiar cada uno de los elementos que constituía el laboratorio construido por el físico Guersh Búdker que hasta los años 1990 era el sitio más importante y adelantado en asuntos de energía nuclear. El foto-libro contiene 50 imágenes, un texto literario escrito por José Manuel Prieto y un poema de Tito Lucrecio Caro. En las palabras de Monasterio, “Con Akadem Gorodok el lector puede imaginar cómo  huele, ve que  había polvo, caos, si  lee los cuadros con exactitud  conseguirá mucha información que denota la experiencia que  tuve”.
También coordinó el libro de Frida Kahlo: sus fotos y dirigió tres proyectos editoriales: México indígena con siete títulos; Río de Luz con más de veinte títulos en el Fondo de Cultura Económica; y Luna Córnea con quince títulos en el Centro de la Imagen. En 2016 también escribió un libro llamado “Desaparecen?” sobre el Caso Ayotzinapa.
En 2019 recibió la medalla de Bellas Artes otorgada por el Instituto Nacional de Bellas Artes y Literatura (INBAL) de México. Esta medalla se añade a la medalla al Mérito Fotográfico que recibió en 2014 en el 15º Encuentro Nacional de Fototecas otorgada por el Instituto Nacional de Antropología e Historia (INAH).

## Trabajos

### Fotografía

#### Libros
- 1981: Los pueblos del viento, crónica de mareños con José Manuel Pintado, INI-Fonapas
- 1996: La última ciudad con texto de José Emilio Pacheco. Premio al Mejor libro fotográfico del festival La primavera fotográfica de Barcelona, 1998 y el Ojo de oro del Festival des Trois Continents, 1997, Francia
- 2009: Correspondencias Fotográficas coescrito con Marcelo Brodsky, RM Verlag.
- 2010: Montaña Blanca, RM Verlag.
- 2010: Frida Kahlo: Sus Fotos, RM Verlag.
- 2012: A Través de la Máscara (Mexican Portraits) coescrito con Vesta Mónica Herrerías, Lunwerg.
- 2014: Akadem Gorodok, RM Verlag.
- 2016: Fluz Quito coescrito con Claudi Carreras, RM Verlag.
- 2016: Desaparecen?, RM Verlag.
- 2017: Muros de frontera,
- 2018: Ocupación militar, con la colaboración de Rolando Cordera y José Manuel Cravioto

### Contribuciones culturales
Además su trabajo como fotógrafo, Monasterio ha estado contribuyendo en la cultura y las artes creando espacios para la reflexión, análisis, y distribución de la fotografía. También ha realizado exposiciones y galerías, lo que muestra su interés por los temas populares y de tipo ritual. Creó en 1977, junto con Víctor Flores Ólea, el Centro de la Imagen y en colaboración con Pedro Meyer, el Consejo Mexicano de Fotografía. Monasterio también participó como comisario de la exposición en la celebración de los 150 años de la fotografía en México, colaboró en Luna Córnea y en los primeros dos festivales Fotoseptiembre que han sido descritos como “un acontecimiento enorme que ha implicado a muchas personas y en beneficio de mayor diversidad”.